# STV (компания)
STV (АО «Спутниковое телевидение») — российская телекоммуникационная компания — оператор спутникового телевидения в сегменте DTO (Direct-to-Operate, доставка сигнала до локальных операторов кабельного телевидения), техническая платформа для вещания телевизионных и радиоканалов: «Цифрового телевидения» и общероссийских телеканалов медиахолдинга ФГУП ВГТРК и др.
Компания осуществляет доставку телевизионных и радиосигналов до операторов кабельного телевидения на территории РФ. Доставка осуществляется посредством геостационарных спутников связи и вещания: ABS-2A (75° в. д.), «Экспресс-АТ1» (56° в. д.) и «Экспресс-АТ2» (140° в. д.).
Компания образована в ноябре 2013 года. Полное наименование — Акционерное общество «Спутниковое телевидение». Штаб-квартира — в Москве.

## Руководство
Генеральный директор компании — Елена Филатова. Занимает эту должность с 04 октября 2021 года.

## Деятельность
Компания STV в рамках услуги Playout предлагает обеспечение полного цикла подготовки и круглосуточной трансляции телеканалов на собственном автоматизированном эфирном комплексе (АЭК), предоставляет каналы связи для доставки и распространения телевизионных и радиопрограмм, а также осуществляет комплекс услуг по доставке, кодированию, мультиплексированию и подъёму телевизионных и радиосигналов на спутники ABS-2A (75˚ в. д.). с последующей доставкой сигналов до операторов кабельного телевидения.

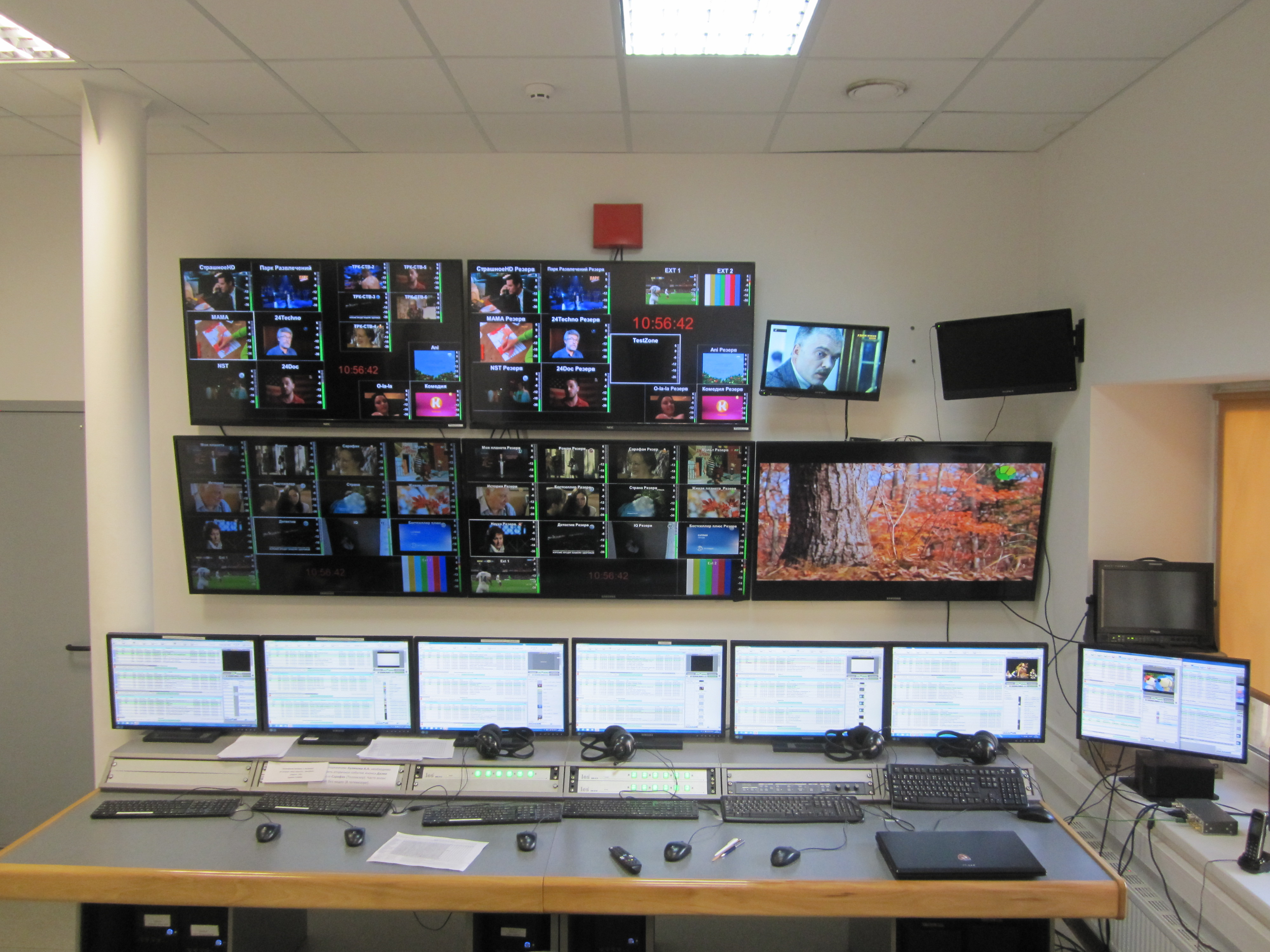
Помещение автоматизированного эфирного комплекса компании «STV»

Компания осуществляет подъём на спутники телевизионных сигналов следующих стратегических партнеров: ВГТРК, «Цифровое телевидение» и др. По состоянию на 01 октября 2019 года компания осуществляет доставку сигналов более 100 телеканалов и радиостанций операторам кабельного телевидения. На текущий момент аудитория только одного телеканала «Моя планета», по данным самого канала, составляет более 70 млн человек. В Техническом центре «Шаболовка» осуществляется кодирование и мультиплексирование сигналов с последующей передачей по волоконно-оптическим линиям связи до телепортов ГПКС (центр космической связи «Дубна», «Сколково» и «Хабаровск») для подъёма на спутники с последующей доставкой сигналов операторам кабельного ТВ.
С сентября 2019 г. STV оказывает услуги производства субтитров и сопровождения ими эфира телеканалов. Специалисты компании создают субтитры в соответствии с ГОСТами, а также проводят их предэфирную подготовку. Вещание организуется на автоматизированном эфирном комплексе STV: «картинка» телеканала снабжается субтитрами, далее сигнал передается в указанную заказчиком точку приема или поднимается на спутник.
Оператор STV предлагает услугу проведения прямых эфиров спортивных состязаний и других публичных мероприятий на самом современном оборудовании компании. Для приема входящего сигнала было построено специальное антенное поле. Озвучивание эфира производится из звукоизолированных комментаторских кабин, введенных в эксплуатацию осенью 2019 г. и оснащенных полным набором необходимого оборудования.

## История
2013 год, 26 ноября — дата регистрации компании.
2014 год, январь — инженерами компании «ОКНО-ТВ» при непосредственном участии технических специалистов STV спроектирован, построен и введен в эксплуатацию АЭК STV, с помощью которого стало возможно обеспечение полного цикла подготовки и круглосуточной трансляции телевизионных каналов в форматах SD и HD: «Планета HD», «Бестселлер», «Моя планета», «Наука 2.0», «Русский Роман», «Русский Бестселлер», «Страна», «Сарафан», «История», «Русский детектив», «Мульт», «Парк развлечений», «НСТ», «Страшное HD», «Мама», «24 Док», «Живая Планета» и «Техно 24».
2014 год, февраль — подписан контракт с «Дельта Телевижн» о трансляции сигналов телеканалов Travel+Adventure и Travel+Adventure HD с использованием мощностей спутника ABS-2 в рамках российской телекоммуникационной выставки CSTB 2014.
2014 год, 20 сентября — компания STV получила главный приз ежегодной премии журнала ТКТ — ТКТ Awards 2014 — в номинации «Эфирный комплекс 2014».
2014 год, 3 октября — оператор получил престижную отраслевую награду "За успешный «stаrt-up». Вручение состоялось в рамках деловой программы международной конференции SatComRus 2014.
2014 год, 1 ноября — запуск трансляция пяти ведущих радиостанций медиахолдинга ЗАО «Русская Медиагруппа» на мощностях спутника ABS-2. Операторам стали доступны музыкальные радиостанции: «Русское Радио», DFM, «Хит FM», «Радио Maximum», а также «Русское Радио (+2)» (для жителей Урала со смещением по времени на 2 часа).
2014 год, 24 декабря — для жителей территории Дальнего Востока, включая Сахалин, Камчатку и Чукотку, со спутника «Экспресс-АТ2» стал доступен прием телеканалов пакета «Цифрового телевидения ВГТРК». Ранее вещание телеканалов: «Моя планета», «Наука 2.0», «История», «Спорт 1», «Бойцовский клуб», «Русский Роман», «Русский бестселлер», «Русский детектив» и «Мульт» осуществлялось с иностранного спутника ABS-2. В конце 2014 года, в рамках импортозамещения, компании договорились о переводе телеканалов ВГТРК на новые российские спутники «Экспресс-АТ1» и «Экспресс-АТ2», обеспечивающие практически полное покрытие территории России. Оптимальные точки стояния и технические характеристики этих спутников позволили операторам, работающим в Центральной части России, Урала и Сибири, а также в Дальневосточном регионе, предоставлять услуги телевизионного вещания в формате HD.
2015 год, 15 августа — старт вещания нового детского телеканала Ani.
2016 год, 1 февраля — STV стал первым отечественным ТВ-провайдером, транслирующим телевидение Республики Крым на всю Россию. Работы по организации вещания длились в течение всего двух недель, при этом многие технологические решения стали уникальными для отрасли. К примеру, «наземная» линия доставки сигнала проложена по дну Керченского пролива.
2016 год, 10 сентября — оператор обеспечил прямую трансляцию соревнований «Дронбиатлон-2016» в социальной сети «Одноклассники». Съемку состязаний проводил телеканал «Т24», который также вещает на технологической платформе STV — со спутника ABS-2 (75° в. д.).
2017 год, 23 мая — компания запустила вещание крымского телеканала по конвергентной модели. Доставка сигнала с Крымского полуострова до Москвы организована по IP, дальнейшее вещание на 98 % территории РФ производится космических аппаратов «Экспресс-АТ1» (56° в. д.) и «Экспресс-АТ2» (140° в. д.). Это операторское решение позволило ТРК «Крым» примерно в полтора раза снизить расходы на организацию вещания.
2017 год, 28 сентября — STV осуществил «бесшовный» (без переноса частот и изменения технических характеристик транспортных потоков) перевод вещания телеканалов с космического аппарата ABS-2 (75° в. д.) на ABS-2A, находящийся в той же орбитальной позиции. Это позволил операторам кабельнгого телевидения продолжить принимать телеканалы со спутника без замены или перенастройки приемного оборудования.
2017 год, 1 ноября — оператор получил очередную престижную награду — приз «За успешное развитие спутникового ТВ с использованием технологической платформы ГП КС». Премию вручила Ксения Дроздова, заместитель генерального директора по развитию бизнеса ФГУП «Космическая связь».
2018 год, 18 сентября — STV ввел в эксплуатацию новый аппаратно-эфирный комплекс (АЭК), в процессе создания которого были выбраны технологические решения, не имеющие аналогов в России. Обновление АЭК позволит компании предоставлять услугу Playout — формирование эфира и обеспечение вещания телеканала — большему числу партнеров. В настоящее время оператор предоставляет эту услугу более чем 60 телеканалам. За счет сочетания стандартного (COTS) IT-оборудования компании с серверами Dell PowerEdge и коммутаторами Cisco Nexus достигнуты коммерческая эффективность комплекса, полное резервирование системы и гибкость в последующем наращивании мощностей. Полностью автоматизированы процессы верстки, сложного графического оформления, мониторинга вещания и оборудования. В числе прочего обеспечена интеграция с Adobe After Effects и системой МАМ GV/SAM Momentum для архивирования и эфирной подготовки.
2019 год, 9 апреля — Оператор начал трансляцию телеканала «Победа», посвященного Великой Отечественной войне. Технологическая платформа STV (КА ABS-2A, 75° в. д.) стала вещательной базой этого значимого для всей России телепроекта.
2019 год, 10 июля — STV получил награду за создание стандартов DTO. Специальный диплом был вручен компании на Х конференции операторов кабельного телевидения, прошедшей в Ярославской области. Организатором мероприятия выступила ассоциация «МАКАТЕЛ», объединяющая телевизионных провайдеров со всей России — от Калининграда до Дальнего Востока. Ведущие эксперты отрасли отметили работу STV в «создании и поддержании стандартов работы DTO на российском рынке».
2019 год, 1 октября — STV начал трансляцию телеканала «Мир баскетбола», уникального медиапроекта Российской федерации баскетбола. Помимо распространения телеканала STV взяла на себя его Playout (подготовку к эфиру), а также комментирование прямых эфиров баскетбольных матчей Чемпионата Испании и Кубка России из комментаторских кабин STV.
2019 год, 28 ноября — Компания стала лауреатом престижной отраслевой премии «Золотой луч». Награду, ежегодно вручаемую Национальной ассоциацией телерадиовещателей (НАТ), компания получила в номинации «Лучший дистрибьютор контента». STV стал первым оператором связи, отмеченным «Золотым лучом»: ранее на премию номинировались только телеканалы и их сотрудники, а также отдельные телепрограммы.

## Достижения
2014 год, 29 сентября — главный приз ежегодной премии TKT Awards 2014 в номинации «Эфирный комплекс 2014».
2014 год, 2 октября — приз «За успешный start-up». российской конференции по вопросам спутниковой связи SatComRus 2014
20017 год, 1 ноября — приз «За успешное развитие спутникового ТВ с использованием технологической платформы ГП КС» в рамках конференции SATCOMRUS-2017 (Россия)
2019 год, 10 июля — специальный диплом Х конференции операторов кабельного телевидения ассоциации «МАКАТЕЛ» «За создание и поддержание стандартов работы DTO на российском рынке».
2019 год, 28 ноября — премия «Золотой луч» в номинации «Лучший дистрибьютор контента».